# Congregação Beit Simchat Torah

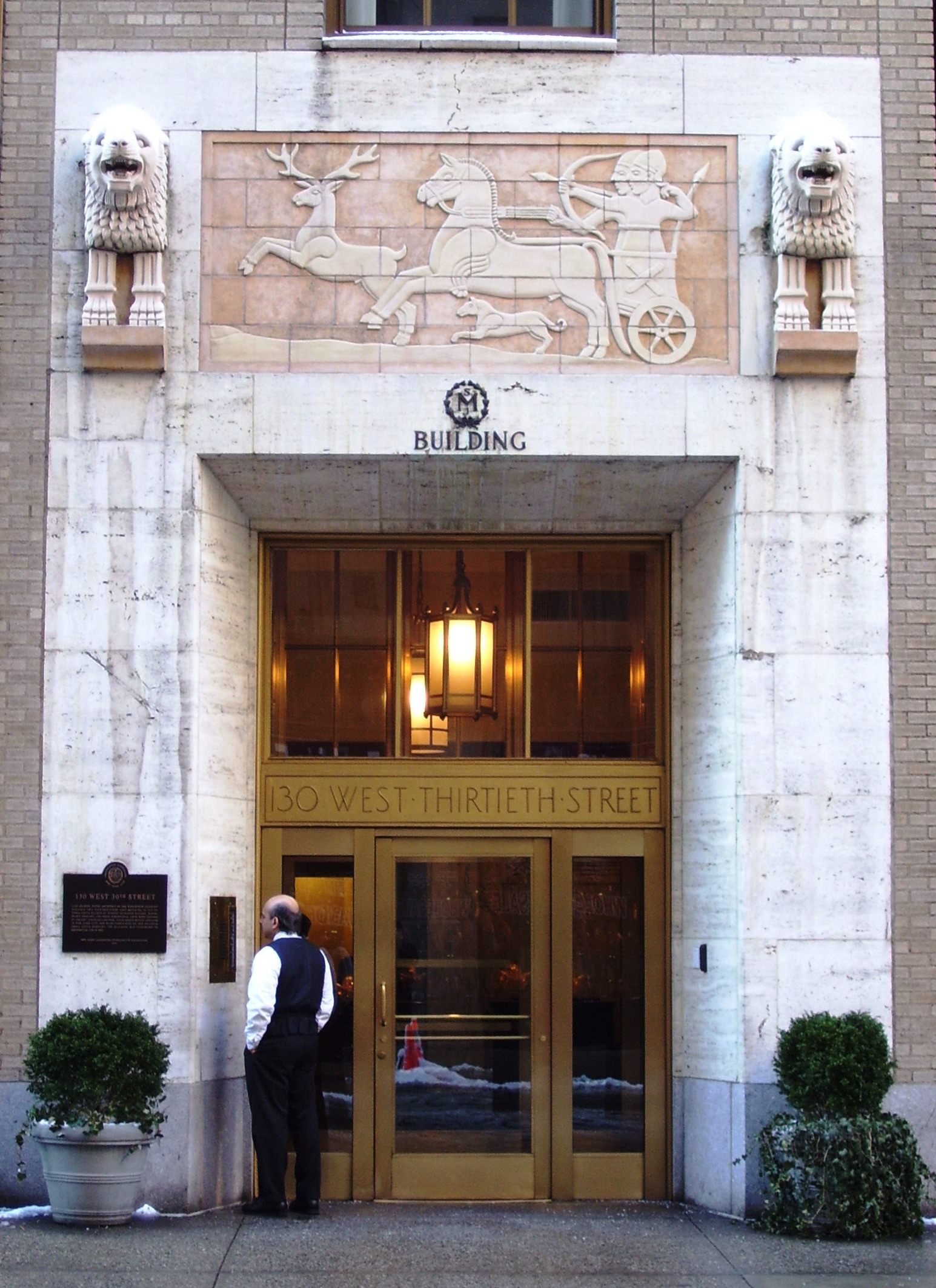
Portal de entrada da nova sinagoga, no seu endereço permanente: 130 West 30th Street, um edifício concebido pelo renomado arquiteto Cass Gilbert.

Congregation Beit Simchat Torah ("CBST") ou Congregação Beit Simchat Torah é uma sinagoga localizada em Manhattan, Cidade de Nova Iorque. Foi fundada em 1973, autodescrevendo-se como a maior sinagoga da comunidade LGBT (i.e. Lésbicas, Gays, Bissexuais, e Pessoas Transexuais). A CBST serve judeus de todas as orientações sexuais, identidades de gênero, suas famílias e amigos. Membros desta comunidade viajam a partir de locais como Bronx e o estado vizinho de Nova Jersey. A congregação tem como seu líder o rabino sênior Sharon Kleinbaum e a rabina assistente Rachel Weiss. Esta congregação é progressiva porém independente, não sendo filiada a nenhuma denominação ou ramo específico do judaísmo.

## História
A congregação, fundada em 1973 por doze homens judeus gays, inicialmente se encontrava no bairro de Chelsea na Igreja dos Sagrados Apóstolos de Manhattan, trazendo todos os seus materiais de oração semanalmente para o local. Em 1978, eles começaram a alugar um espaço na West Village na Bethune Street, 57, no complexo residencial Westbeth Artists Community (comunidade de artistas). Para estabelecer seus escritórios, sua escola de hebraico, e seu santuário com capacidade para abrigar até trezentas pessoas para seus serviços religiosos dominicais. 
Enquanto isto, continuavam a encontrar-se para o serviços religiosos das sextas-feiras à noite, nas dependências da igreja cristã[carece de fontes?]. Além disso, a sinagoga aluga o centro de convenções Jacob Javits Convention Center para os serviços religiosos no Yom Kippur, que reúne mais de quatro mil pessoas.
A rabina sênior Sharon Kleinbaum celebrou vinte anos com a CBST em 2012.

### Novo edifício
Em junho de 2011, após 16 anos de procura de um local próprio, a congregação comprou um amplo espaço em Midtown Manhattan, em um condomínio comercial localizado em West 30th Street, 130, entre a Avenue of the Americas (Sixth Avenue) e a Seventh Avenue. O novo espaço fica no edifício SJM Building, que figura na lista dos prédios tombados da List of New York City Landmarks, concebido pelo renomado arquiteto Cass Gilbert e erigido entre 1927 e 1928; a mudança para o novo endereço estava prevista para o ano de 2013.

### Membros notáveis
- Edie Windsor